# Papa caliente
La papa caliente o patata caliente es un juego en el que varios jugadores forman una ronda y se pasan un objeto pequeño, como un saquito o una patata, mientras suena una música. El jugador que está sujetando el objeto cuando la música se detiene es eliminado.

## Orígenes
Los orígenes del juego de la patata caliente no están claros. Podría remontarse a 1888 ya que en el libro Glossary of Sheffield Words de Sidney Oldall Addy  se describe un juego similar.

## Frase hecha
La frase hecha pasar una papa caliente o pasar la patata caliente se usa para indicar que alguien está intentando pasar a otra persona la responsabilidad de un problema importante. 
Normalmente se utiliza en Primaria y Secundaria para realizar alguna actividad de cierre sobre un tema en específico.